# Волосянка (Закарпатская область)
Волося́нка (укр. Волосянка) — село в Ставненской сельской общине Ужгородского района Закарпатской области Украины. Железнодорожные станции Щербин и Волосянка-Закарпатская. По селу протекает Уж.

## История села
Впервые название села упоминается в документах Ужгородской доминии в 1691 году, датой основания села указан 1549 год. В то же время краевед Михаил Лелекач перечислял 25 населенных пунктов, в том числе и Волосянку, которые венгерский король Андрей III передал во владение Ужгородскому жупану Петру Петуне.
В годы Первой мировой войны 1914—1918 гг. Волосянка находилась в зоне военных действий. В населенном пункте квартировал военный гарнизон.
По переписи 1910 года в Волосянке проживали 1586 жителей, в том числе 1353 русина, 115 венгров и 81 немец. По вероисповеданию жители села делились на 1381 греко-католика, 92 иудея и 63 римо-католика.
Железнодорожные станции Щербин и Волосянка-Закарпатская.